# 원교근공
원교근공(遠交近攻)은 “먼 곳과 사귀고 가까운 곳을 때린다”는 뜻으로, 삼십육계 중 제23계이다.

## 개요
중국 전국시대 열국은 끊임없이 전쟁을 계속하고 있었지만, 많은 나라들이 분립하고 있었기에 한 나라가 공격받는 경우 여러 나라가 동맹을 맺고 공격측 국가를 협공하는 것이 상례였다. 먼 곳과의 긴밀한 연락을 확보하기 어려운 전근대에는 보통 동맹 상대로 선택되는 것은 자국과 인접한 국가였다. 그러나 발상을 전환하여 멀리 있는 세력과 손을 잡고 인접한 세력을 공격하는 것이 원교근공이다.

## 사례
범수는 위나라의 대부로 봉사했으나 다른 마음이 있다는 의심을 받자 진나라로 도주해 소양왕의 신하가 되어 원교근공론을 주장했다. 즉 먼 나라와 동맹을 맺고 인접국을 공격하면 빼앗은 영지가 본국에서 가깝기 때문에 방어 유지가 쉽다. 이 방안에 감동한 소양왕은 범수를 승상으로 삼고 국정을 맡겼다.
멀리 있는 제나라, 초나라와 동맹하고 가까이 있는 한나라, 위나라, 조나라를 공격한 진나라는 소양왕과 범수가 죽은 뒤에도 같은 전략 기조를 유지함으로써 팽창을 계속하여 이윽고 육국을 모두 평정, 대륙의 통일을 이루었다.

## 같이 보기
- 그레이트 게임 - 대영 제국 VS 러시아 제국
  - 크림 전쟁
- 신그레이트 게임(영어판)
  - 2022년 러시아의 우크라이나 침공
- 원교근공의 사례
  - 탈구입아(脫歐入亞) - 브렉시트 이후 영국의 아시아 중시정책
  - 탈아입구 - 대체로 메이지유신 이후 일본의 서구 중시정책